# Надгробный иконостас

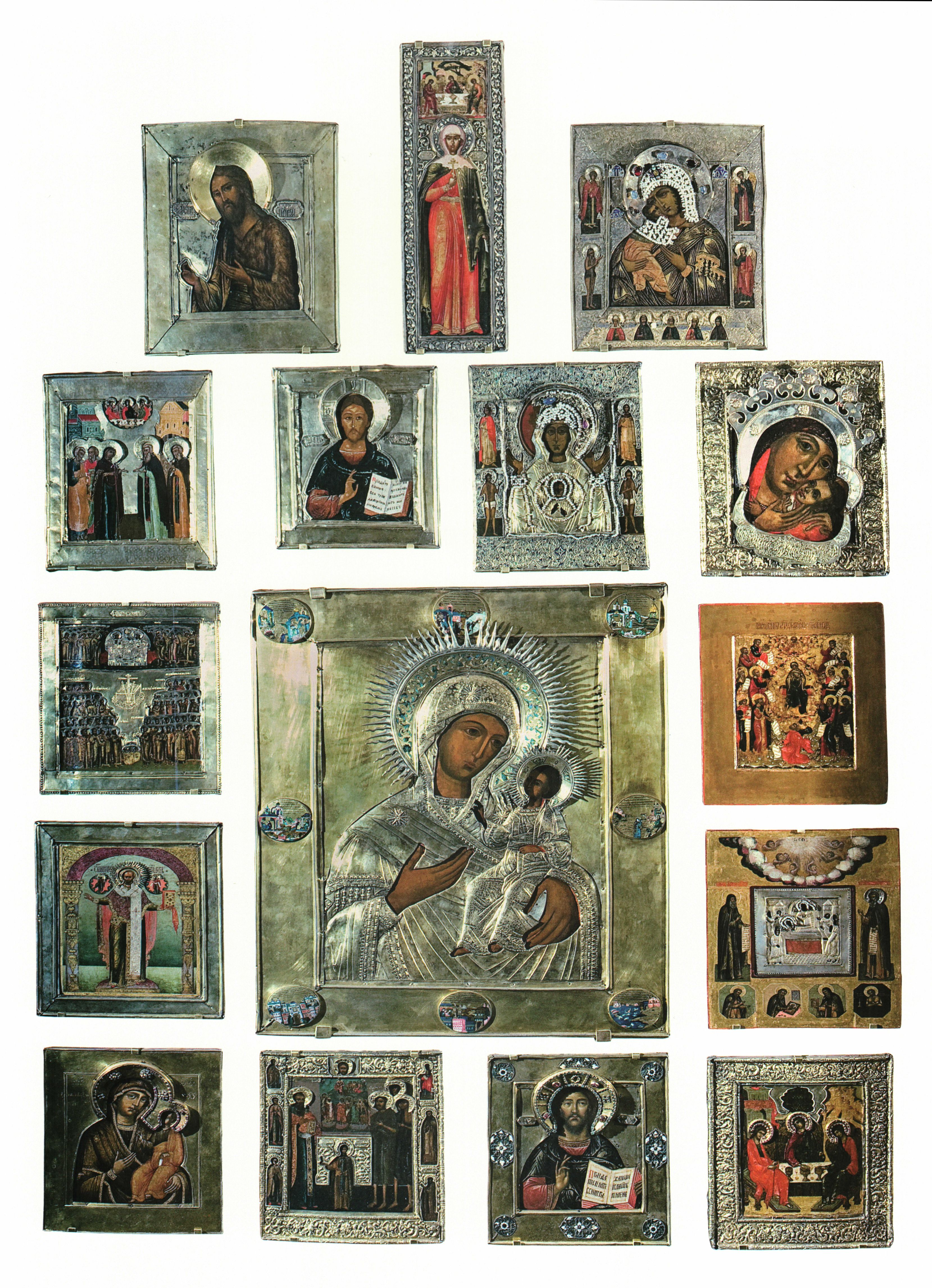
Надгробный иконостас царевны Софьи в Смоленском соборе Новодевичьего монастыря

Надгробный иконостас (гробовая икона) — комплекс икон (отдельная икона), помещавшиеся над захоронением великого князя, царя или представителя правящего рода.

## История
Традиция пришла в Россию из Византийской империи. Известно, что над гробницей Исаака Комнина были помещены иконы Иисуса Христа и Богородицы Космосотирии, портреты его родителей и собственное изображение.
В России самое ранние упоминание о гробовой иконе помещено в Воскресенской летописи, которая сообщает, что в 1243 году в псковском Иоанно-Предтеченском монастыре замироточила икона Спаса над гробницей княгини Евпраксии, жены князя Ярослава Владимировича
Русский погребальный обряд XVI—XVII веков отводил особую роль иконам, которые несли перед гробом умершего, целовали при прощании с покойным и затем помещали при гробе. Чаще всего это были иконы Спасителя и Богородицы. Обычно выбирались те иконы, которые усопший почитал при жизни.
На гробницу первого русского царя Ивана Грозного, находящуюся в дьяконнике Архангельского собора Московского Кремля в качестве гробовой иконы был помещён образ Богородицы Иосафовской, которой его благословили при крещении. Позднее, как особую святыню, эту икону поместили на аналое у царских врат.
В царском некрополе Архангельского собора в середине XVII века у гробов также помещались только отдельные иконы. По сообщению Павла Алеппского во время его приезда в Москву в 1654—1656 годах в Архангельском соборе «над каждой гробницей стоит икона, осыпанная множеством драгоценных каменьев, и перед ней светильник, неугасимо горящий». В том же веке вместо отдельных икон над царскими гробами сформировались довольно большие надгробные иконостасы. Их нижний ряд состоял из царских патрональных икон, над ними помещались мерные иконы, а выше так называемые «гробовые иконы» — образы Спасителя и Богородицы или иные личные иконы усопшего, особо почитавшиеся им.
После переноса столицы из Москвы в Санкт-Петербург и создания новой императорской усыпальницы в Петропавловском соборе традиция создавать обширные надгробные иконостасы прекратилась. На гробницу Петра I только в 1827 году по указанию Николая I была помещена только его мерная икона с образом апостола Петра, взятая из придворной ризницы. Гробницу императора Павла I так же украшала его мерная икона.

## Известные надгробные иконостасы

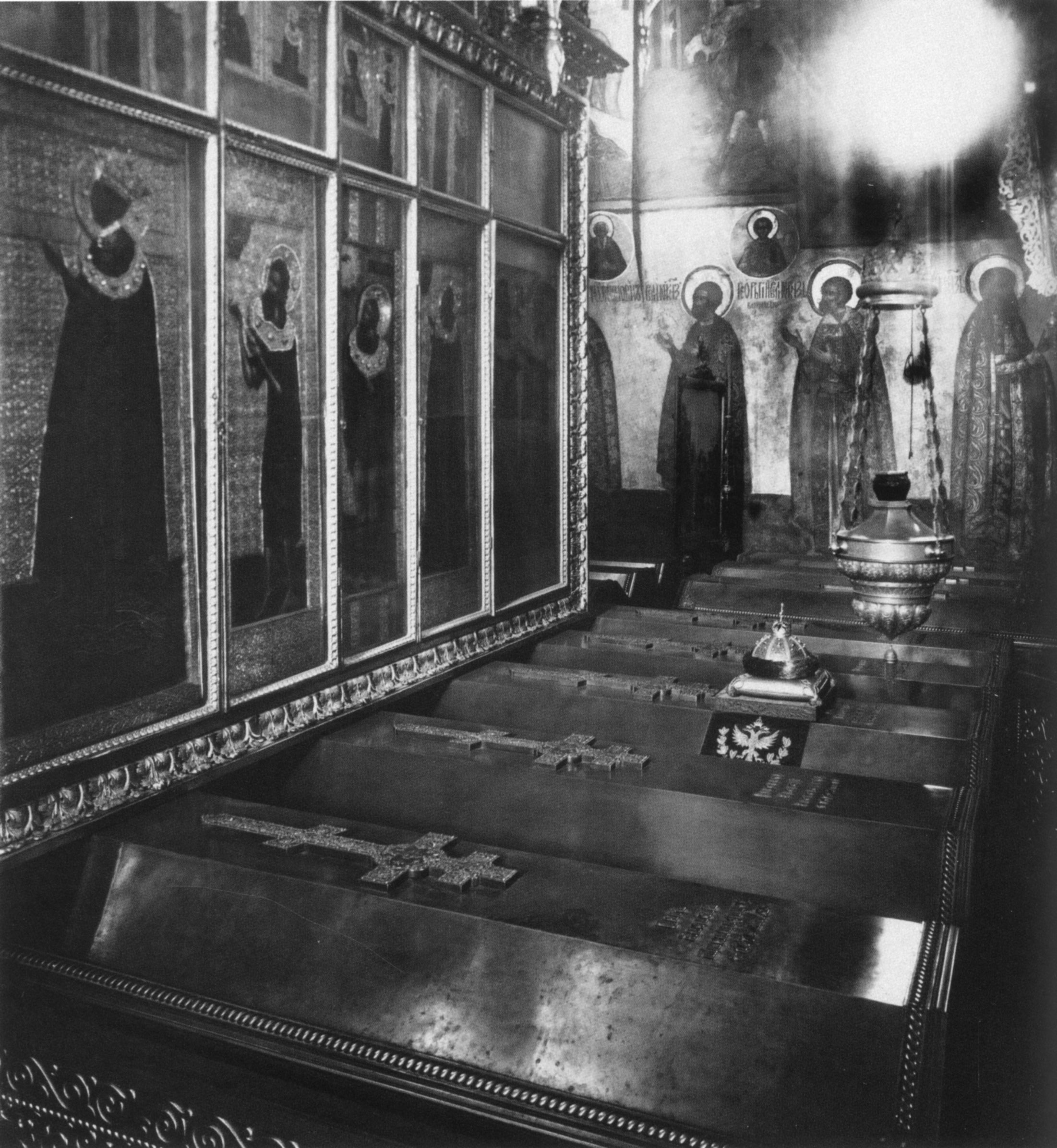
Надгробный иконостас над гробницами первых Романовых в Архангельском соборе Московского Кремля

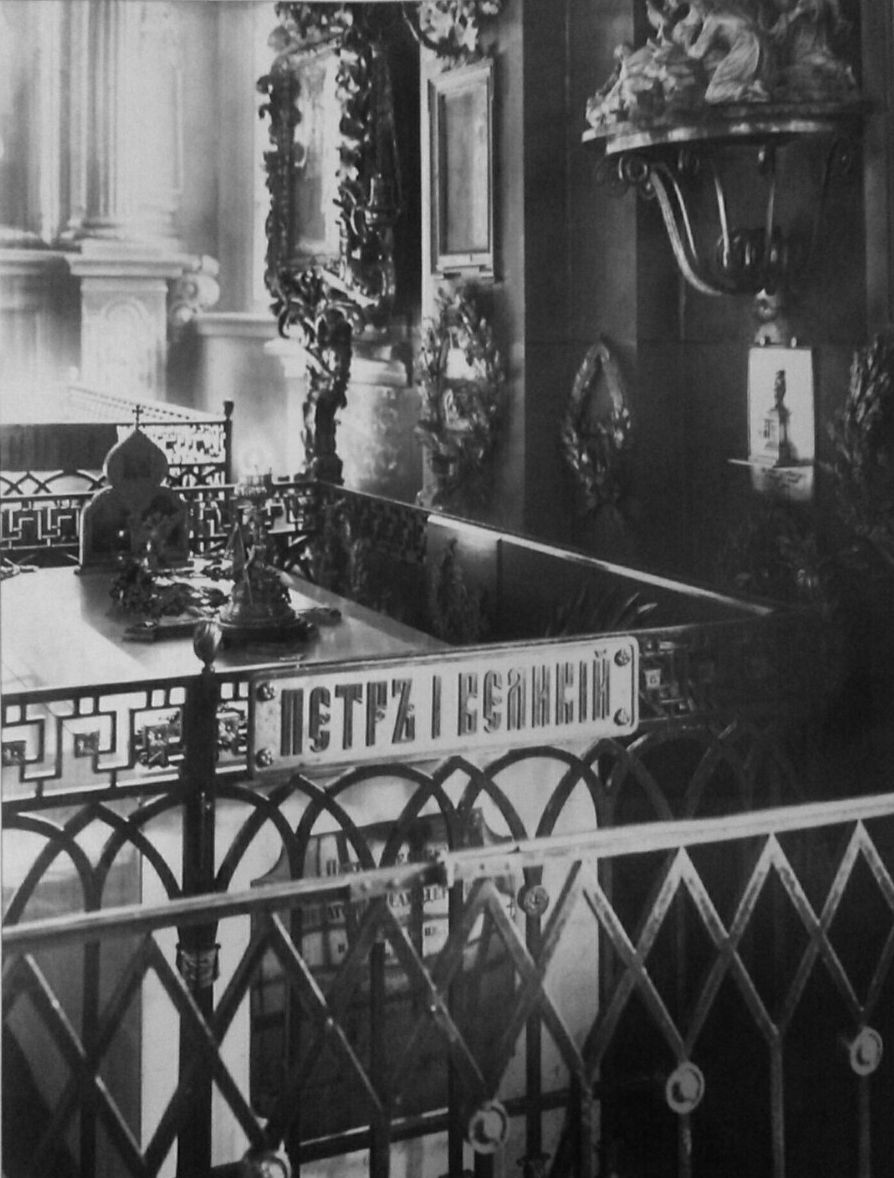
Надгробие Петра I в Петропавловском соборе с мерной иконой на стене

цари (Архангельский собор Московского Кремля)
- Иван Грозный: патрональная икона «Святой Иоанн Предтеча», Богородица Иосафовская
- Фёдор Иванович: патрональная икона «Святой Феодор Стратилат»
- Михаил Фёдорович: иконостас у столпа с киотом из 23 икон, общий с его детьми и внуками[6]
- Алексей Михайлович: иконостас у столпа с киотом из 23 икон, общий с его отцом и детьми
- Фёдор Алексеевич: иконостас у столпа с киотом из 14 икон, общий с царём Иваном V[6]
- Иван V: иконостас у столпа с киотом из 14 икон, общий с царём Фёдором Алексеевичем

императоры (Петропавловский собор, Санкт-Петербург)
- Пётр I: мерная икона «Апостол Пётр»
- Анна Иоановна: две иконы в золотых окладах с жемчугом и драгоценными камнями[9]
- Павел I: мерная икона «Апостол Павел»

прочие
- княгиня Евпраксия Псковская: образ Спаса (Иоанно-Предтеченский монастырь, Псков)
- царевич Василий Михайлович: общий иконостас с отцом (Архангельский собор)
- царевич Иван Михайлович: общий иконостас с отцом (Архангельский собор)
- царевич Алексей Алексеевич: общий иконостас с отцом (Архангельский собор)
- царевич Дмитрий Алексеевич: общий иконостас с отцом (Архангельский собор)
- царевич Симеон Алексеевич: общий иконостас с отцом (Архангельский собор)
- царевна Софья Алексеевна: 18 икон, включая мерную[10] (Новодевичий монастырь)
- царевна Евдокия Алексеевна: надгробный иконостас с мерной иконой (Новодевичий монастырь)